# Gérone
Ne doit pas être confondu avec Géronne (ruisseau).
Gérone (en catalan : Girona ; en espagnol : Gerona ; anciennement Gironne en français) est une ville située dans le nord-est de l'Espagne en Catalogne. Elle est la capitale de la province de Gérone ainsi que de la comarque du Gironès.

## Géographie

### Localisation
La ville de Gérone est située au confluent du fleuve Ter, des rivières Onyar, Güel, et Galligants à une altitude de 70 m dans la plaine de Gérone. La commune se trouve à 62 km de la frontière avec la France (au Perthus), à 102 km de Barcelone et à 25 km de la mer Méditerranée à vol d'oiseau.

### Hydrographie

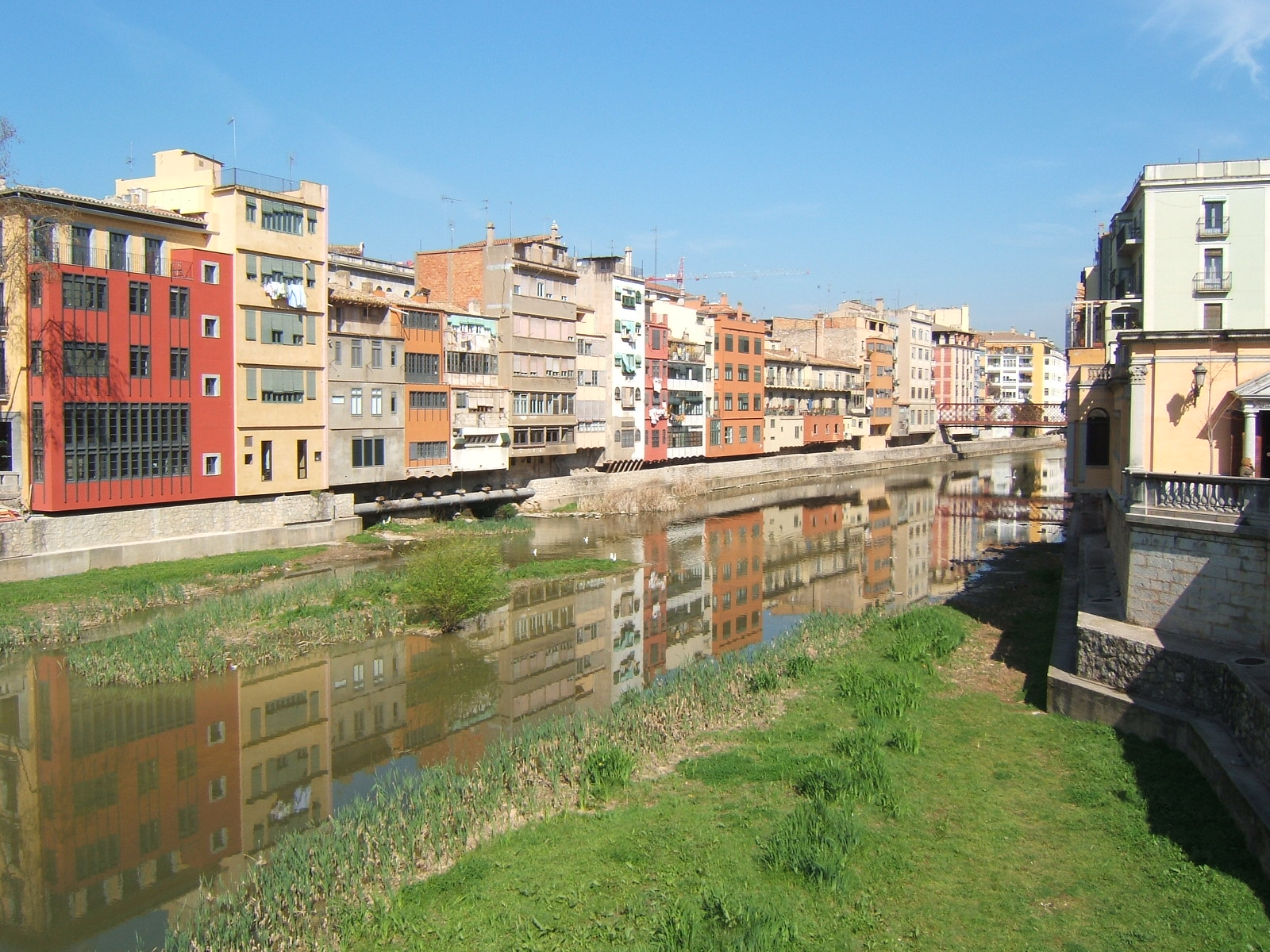
L'Onyar à Gérone en 2008.

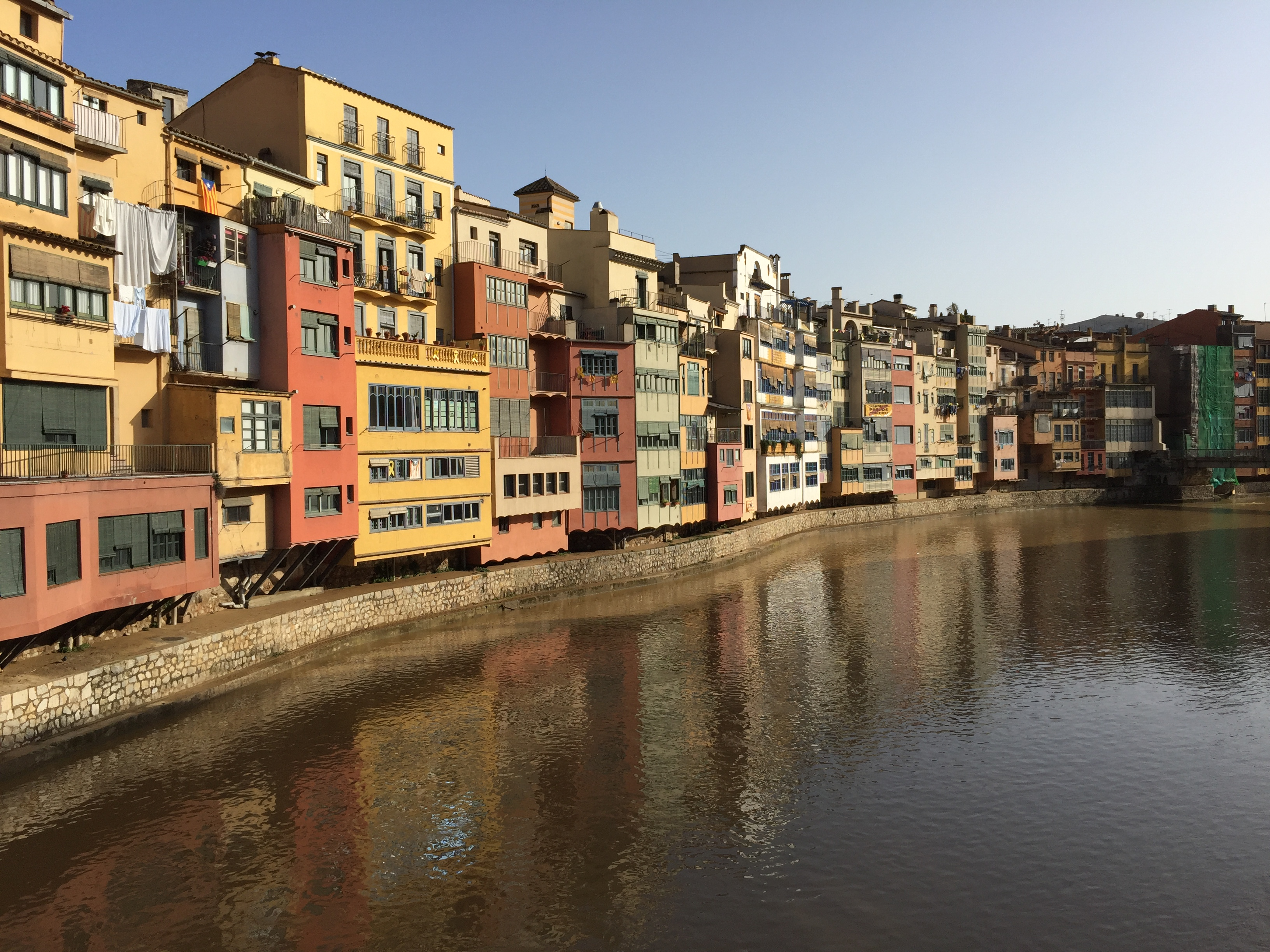
Maisons en bordure du fleuve en 2020.

- Ter
  - Onyar
    - Galligants

### Voies de communication et transports

#### Voies routières
Gérone est traversé par l'autoroute AP-7 entre la frontière française et Barcelone, ainsi que par la nationale 2.

#### Transports ferroviaires
Gérone dispose d'une gare ferroviaire, desservie par de nombreuses relations dont les AVE et les TGV.

#### Transports urbains
La ville et ses banlieues sont desservies par le réseau d'autobus des Transports municipaux de Gérone (TMG) qui comprend treize lignes.

#### Bicyclettes
Inauguré en 2009, le service de bicyclettes en libre service appelé Girocleta possède vingt-six stations.

### Urbanisme

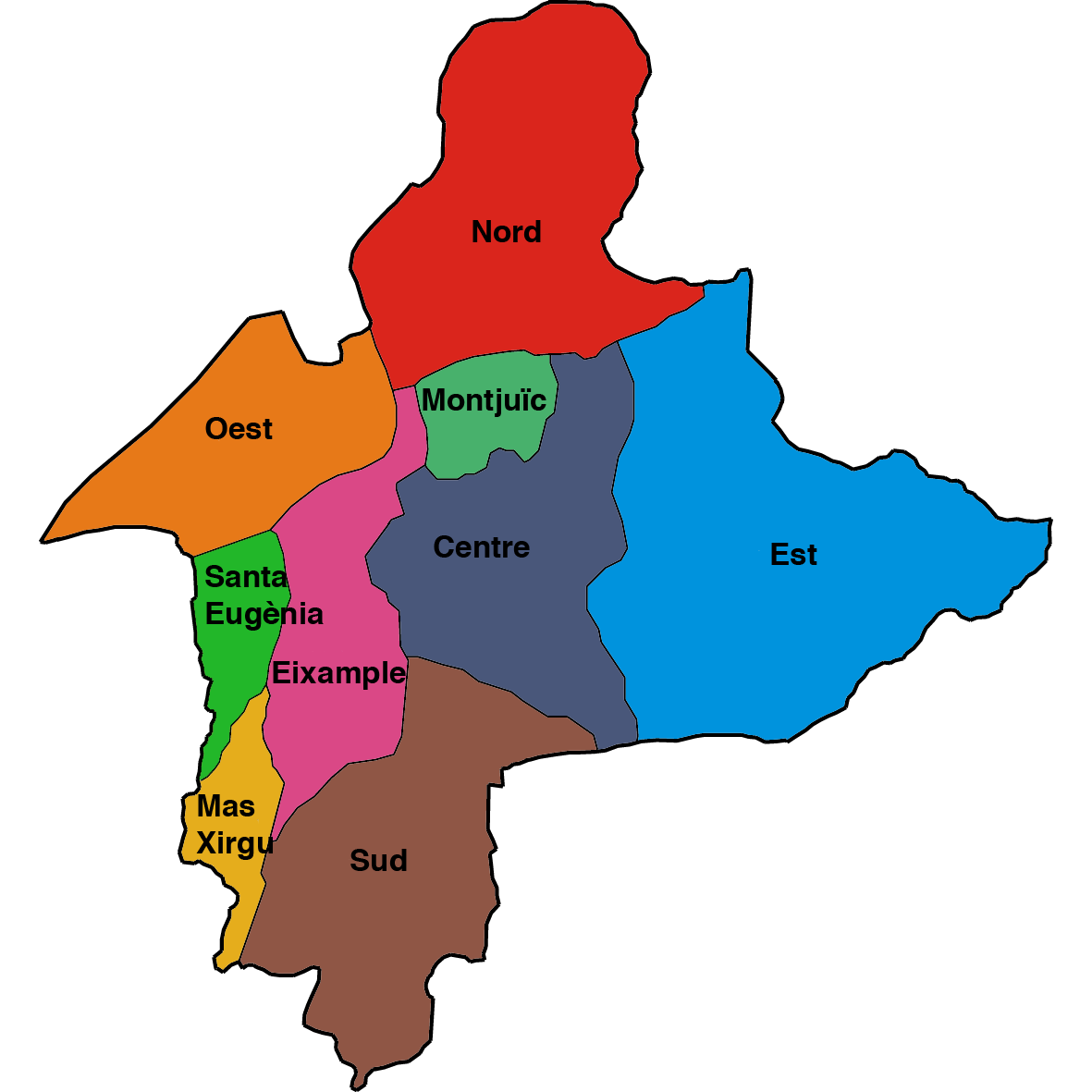
Les quartiers de Gérone.

Gérone est divisée en 9 quartiers et 31 secteurs.
| Quartiers     | Secteurs                                                                        |
| ------------- | ------------------------------------------------------------------------------- |
| Centre        | Barri Vell, Mercadal, Carme                                                     |
| Eixample      | Sant Narcís, Eixample Nord, Eixample Sud                                        |
| Est           | Sant Daniel, Torre Gironella, Pedreres, Font de la Pólvora, Vila-roja, Gavarres |
| Mas Xirgu     | Mas Xirgu                                                                       |
| Montjuïc      | Montjuïc                                                                        |
| Nord          | Pedret, Pont Major, Muntanya de Campdorà, Pla de Campdorà                       |
| Ouest         | Sant Ponç, Fontajau, Taialà, Germans Sàbat, Domeny Nord, Domeny Sud             |
| Santa Eugènia | Hortes, Santa Eugènia de Ter, Can Gibert del Pla                                |
| Sud           | Palau, l'Avellaneda, Montilivi, la Creueta                                      |

## Toponymie
Gérone est fondée sous le nom de Gerunda. L'étymologie de ce toponyme n'est pas claire, mais pourrait peut-être signifier entre le Undarios nom qui désignait en langue ibère la rivière Onyar.

## Histoire

### Fondation de Gérone
Les premiers habitants reconnus de la région furent les Ibères de la tribu des Indigetes établis dans des noyaux de peuplement autour de la plaine de Gérone, particulièrement à l'endroit où se dresse maintenant le village de Sant Julià de Ramis. Durant la guerre opposant Sertorius à Pompée (82-72 av. J.-C.), ce dernier fit construire un oppidum sur la Voie Heraclea (future Via Augusta) pour la défendre contre les troupes levées par Sertorius. C'est donc pour répondre à des nécessités stratégiques que fut fondée Gérone baptisée alors Gerunda.
Le bourg nouvellement édifié fut occupé par les habitants de Sant Julià de Ramis qui apparemment furent obligés de rejoindre l'oppidum. La position stratégique de la ville sur l'artère constituée par la Via Augusta la transforma en un pôle régional. Le finage de Gérone se composait alors d'une urbe (la partie urbanisée) entourée d'un ager (la zone cultivée), disposition traditionnelle de l'organisation territoriale romaine. Bien que Gerunda se trouvât enclavée à l'intérieur des terres, elle disposait d'un lien solide avec l'espace maritime, étant reliée au port d'Emporiæ première colonie romaine du Nord-Est péninsulaire, occupée durant la deuxième guerre punique et voisine de la cité grecque fondée antérieurement.

### Moyen Âge
Les Wisigoths dirigent la région depuis la chute de l'empire romain jusqu'à l'arrivée des Maures. En 785, Charlemagne s'empare de la ville.
Elle est assiégée (ca) par Philippe III le Hardi, roi de France, parti en guerre contre le roi d'Aragon, du 26 juin au 7 septembre 1285. Il ravage la ville et la sépulture de Saint-Narcisse, patron de Gérone, dont le tombeau se situait dans la cathédrale de Santa Maria. Selon la tradition, un énorme essaim de mouches sort de la sépulture et refoule l’armée française. 20 000 soldats et 15 000 chevaux auraient péri, le roi de France meurt lui-même à Perpignan emporté par les fièvres. Dès lors le patron de Gérone est appelé « le Saint aux mouches » et le jour de sa fête, le 18 mars, le dicton « À Sainte-Narcisse les mouches, aux pêcheurs les touches » lui est directement dédié.
Une école kabbalistique d'une grande importance s'établit dans le quartier juif de Gérone entre les XVIIe et XVIIIe siècles.

### Époque moderne
Aux XVIIe et XVIIIe siècles, les Français assiègent plusieurs fois Gérone, dont en 1653 et 1694.
Napoléon prend la ville en 1809 après un siège de sept mois. Gérone devient la préfecture du Département du Ter de 1812 à 1814, quand la Catalogne est incorporée à l'Empire français. Les remparts de la ville sont en partie abattus au XIXe siècle pour permettre son expansion.
De plus, Gérone possède de nombreuses maisons issues de l'Epoque moderne, en particulier une : la Casa Masó, une des maisons qui surplombent l'Onyar et où a habité l'architecte Rafael Masó i Valenti jusqu'en 1912.

## Politique et administration

### Conseil municipal
La ville de Gérone comptait 102 666 habitants aux élections municipales du 28 mai 2023. Son conseil municipal (en espagnol : Pleno del Ayuntamiento) se compose donc de 27 élus.
Elle a été un fief socialiste entre 1979 et 2011, notamment sous l'autorité de Joaquim Nadal, après quoi elle est devenue un bastion des catalanistes puis des indépendantistes.

### Maires
| Mandat    | Maire        | Maire                                                                          | Parti        | Majorité |
| --------- | ------------ | ------------------------------------------------------------------------------ | ------------ | -------- |
| 1979-1983 |              | Joaquim Nadal                                                                  | PSC          | 9 / 25   |
| 1983-1987 |              | Joaquim Nadal                                                                  | PSC          | 15 / 25  |
| 1987-1991 |              | Joaquim Nadal                                                                  | PSC          | 14 / 25  |
| 1991-1995 |              | Joaquim Nadal                                                                  | PSC          | 13 / 25  |
| 1995-1999 |              | Joaquim Nadal                                                                  | PSC          | 14 / 25  |
| 1999-2003 |              | Joaquim Nadal Anna Pagans (ca) (2002)                                          | PSC          | 14 / 25  |
| 2003-2007 |              | Anna Pagans (ca)                                                               | PSC          | 11 / 25  |
| 2007-2011 |              | Anna Pagans (ca)                                                               | PSC          | 10 / 25  |
| 2011-2015 |              | Carles Puigdemont                                                              | CDC          | 10 / 25  |
| 2015-2019 |              | Carles Puigdemont Albert Ballesta (ca) (01/2016) Marta Madrenas (ca) (03/2016) | CDC / PDeCAT | 10 / 25  |
| 2019-2023 |              | Marta Madrenas (ca)                                                            | PDeCAT       | 9 / 27   |
| 2019-2023 | Junts (2020) | Marta Madrenas (ca)                                                            |              | 9 / 27   |
| 2023-2027 |              | Lluc Salellas (es)                                                             | CUP          | 8 / 25   |

## Population et société

### Démographie
| 1900   | 1910   | 1920   | 1930   | 1940   | 1950   | 1960   | 1970   | 1981   |
| ------ | ------ | ------ | ------ | ------ | ------ | ------ | ------ | ------ |
| 15 787 | 17 045 | 17 691 | 21 845 | 29 632 | 28 915 | 32 784 | 50 338 | 87 648 |

| 1991   | 2001   | 2011   | 2021    | - | - | - | - | - |
| ------ | ------ | ------ | ------- | - | - | - | - | - |
| 70 409 | 75 256 | 96 722 | 103 369 | - | - | - | - | - |

### Enseignement

#### Université de Gérone
Une première université a été fermée en 1717 par le roi Philippe V. L'université de Gérone (UdG) a été créée en 1992 à partir d'une section d'études rattachée à l'université autonome de Barcelone. Les installations universitaires sont réparties sur trois campus de la vieille ville, du centre et de Montilivi. Un dernier campus rattaché à la UdG se situe dans la ville voisine de Salt (kinésithérapie et CAFE).

### Manifestations culturelles et festivités

#### Fires Sant Narcís
La première semaine de novembre est consacrée aux Fires Sant Narcís du nom du saint patron de la ville. De nombreuses animations sont proposées dont une fête foraine au cœur du parc de la Devesa.

### Sports
La ville catalane possède le club du Girona FC qui a été promu en Liga Santander en 2017. Le club a été fondé 1930 et est présidé par Delfí Geli, ancien international espagnol.
Par ailleurs la ville a réussi à placer plusieurs clubs de basket-ball au plus haut niveau national tels que le CB Sant Josep Gérone (masculin) et l'UNI Gérone CB (féminin).

#### L'Eldorado du cyclisme
La ville abrite, en effet, de nombreux cyclistes professionnels en activité. L'emplacement de la ville, entre mer et montagne, en fait un lieu idéal pour la pratique du cyclisme. L'absence de vent et les petites routes sans grande circulation favorisent également cette pratique.

## Économie
Gérone est une des grandes villes d'Espagne où le revenu par habitant est le plus haut. Elle est également considérée, selon plusieurs enquêtes publiées dans les magazines d'information générale, comme la ville où il fait le mieux vivre en Espagne[réf. nécessaire].
Si son économie repose essentiellement sur les petites boutiques et les petites et moyennes entreprises, la région de Gérone possède également un important secteur des denrées alimentaires, spécialement la viande[réf. nécessaire].
Gérone accueille un important fabricant de café du groupe Nestlé sous les marques Nescafé et Dolce Gusto. L'agglomération abrite également les usines des motos Gas Gas ou OSSA ainsi que les entreprises alimentaires Bicentury, Bellsolà ou Haribo, entre autres.
Enfin la ville compte, avec El Celler de Can Roca, établissement fondé par les trois frères Joan, Josep et Jordi Roca, un des meilleurs restaurants du monde, classé plusieurs fois dans les dix premiers, et, en 2013, à la première place.

## Culture locale et patrimoine
Gérone jouit d'une richesse culturelle et patrimoniale importante, dont elle sait tirer parti. En effet le tourisme joue un grand rôle dans l'économie de la ville, qui compte environ 300 000 visiteurs par an.

### Lieux et monuments

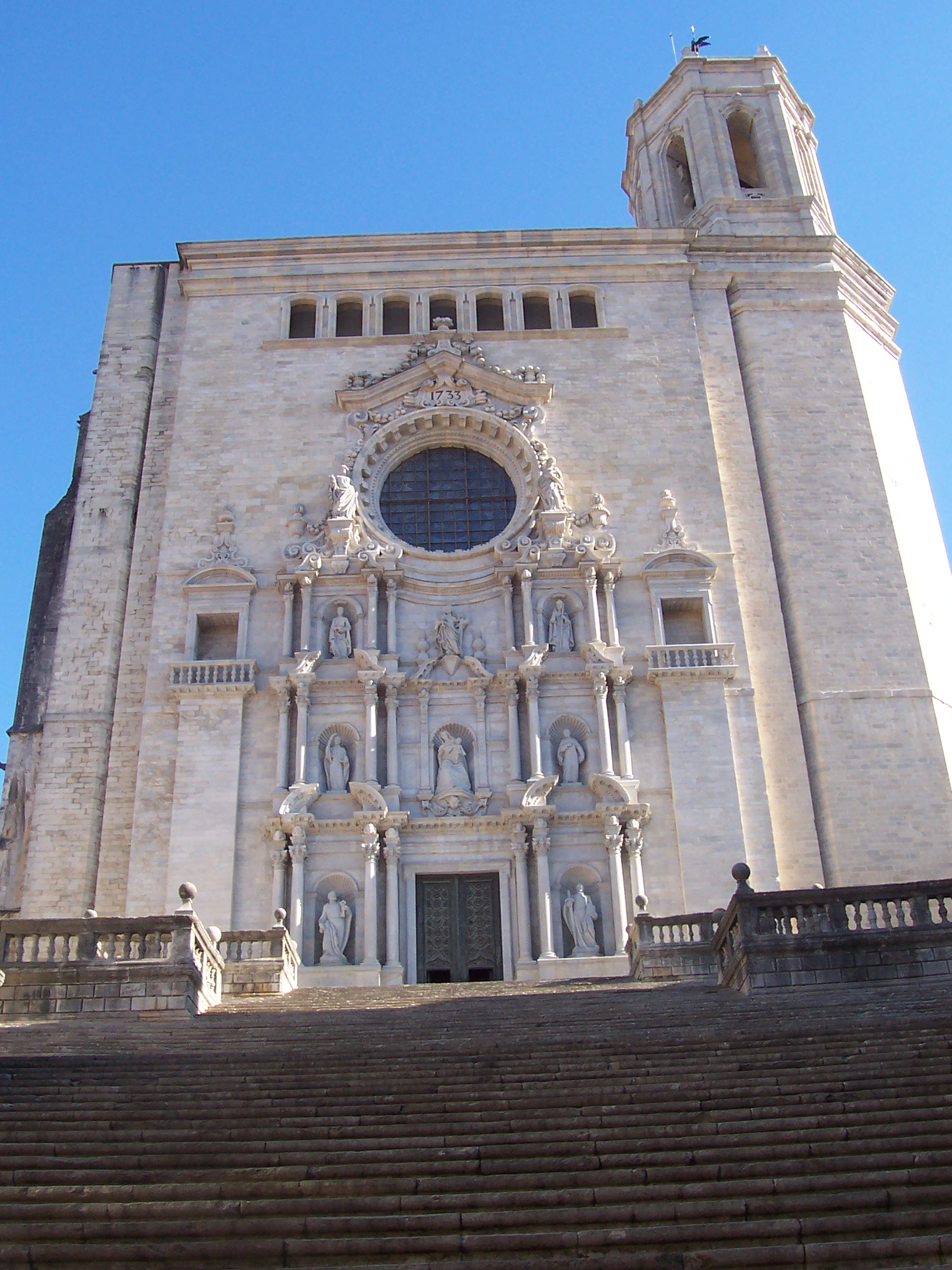
La cathédrale Sainte-Marie.

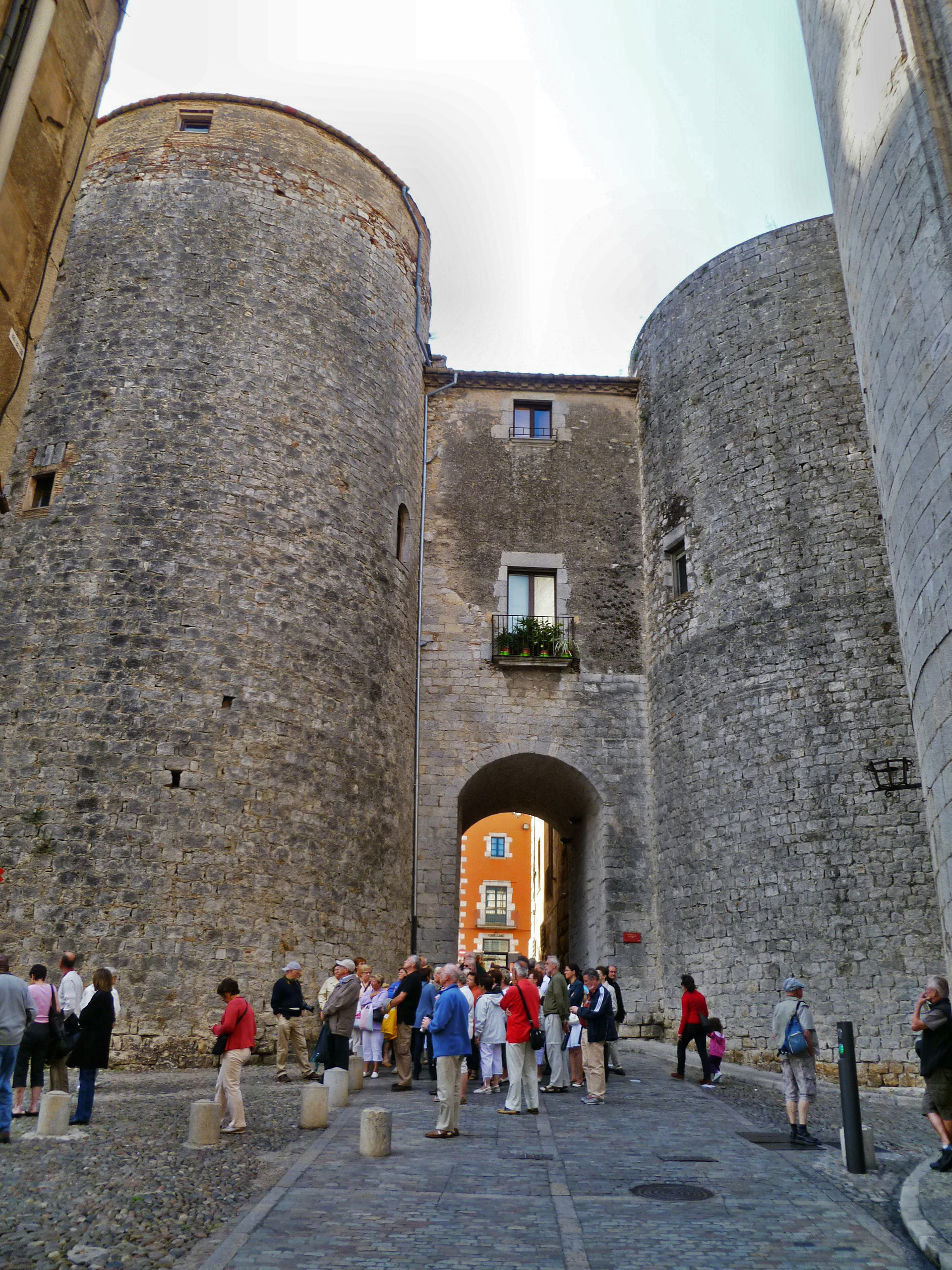
Les murs et les tours de la vieille ville de Gérone.

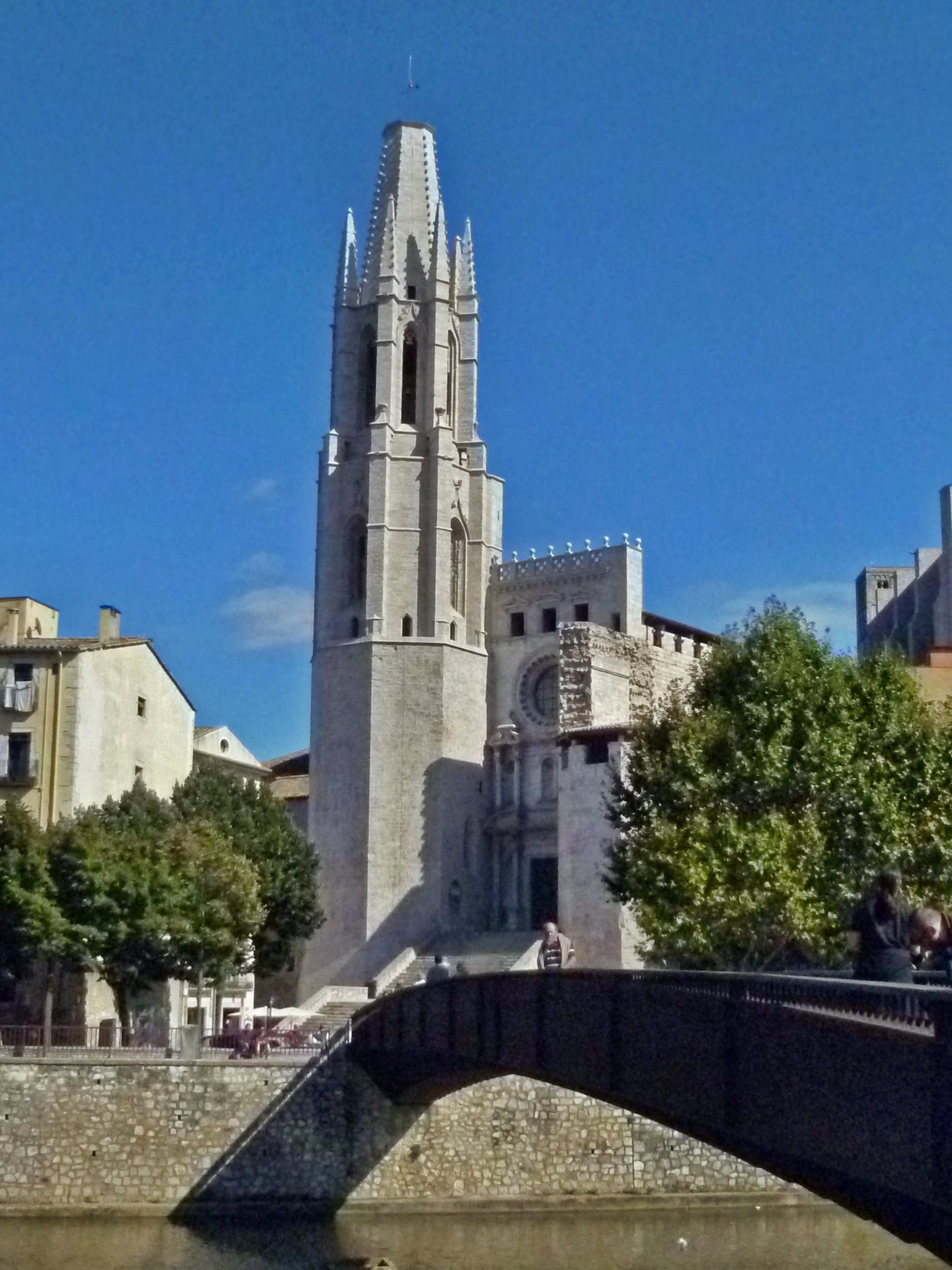
L'église Saint-Félix.

#### Le Vieux quartier
Le Vieux quartier (Barri Vell) correspond à la vieille ville de Gérone, délimitée par les murailles médiévales et les bastions de l'époque moderne. C'est la Gérone d'avant 1895, avant la démolition des remparts, où l'on trouve ses principaux monuments, ainsi que les constructions originelles de la ville.
Ce quartier fait l'objet d'une profonde rénovation à partir de 1982 de la part de la municipalité, en vue de sa valorisation touristique. À peine deux décennies plus tard, le Barri Vell est devenu l'attraction touristique majeure de Gérone, avec la majeure partie de ses constructions restaurées, surtout dans le ghetto juif, le Call Jueu. L'ancien couvent Saint-Antoine de frères capucins datant du XVIIIe siècle abrite de nos jours le Musée d'Histoire de Gérone.

#### La cathédrale Sainte-Marie
Édifiée entre les Xe et XIIIe siècles, elle comporte des éléments d'architecture romane, gothique et baroque à la fois. Avec une portée de 23 mètres, sa nef gothique est la plus large du monde, tous styles confondus, après celle de la basilique Saint-Pierre de Rome.
Elle abrite deux musées où l'on peut admirer le fac-similé de la célèbre Tapisserie de la Création, dont l'original est soigneusement conservé à l'abri.

#### L'église Saint-Félix
L'édifice a été construit du XIIe au XVIIe siècle sur la tombe de saint Félix l'Africain.

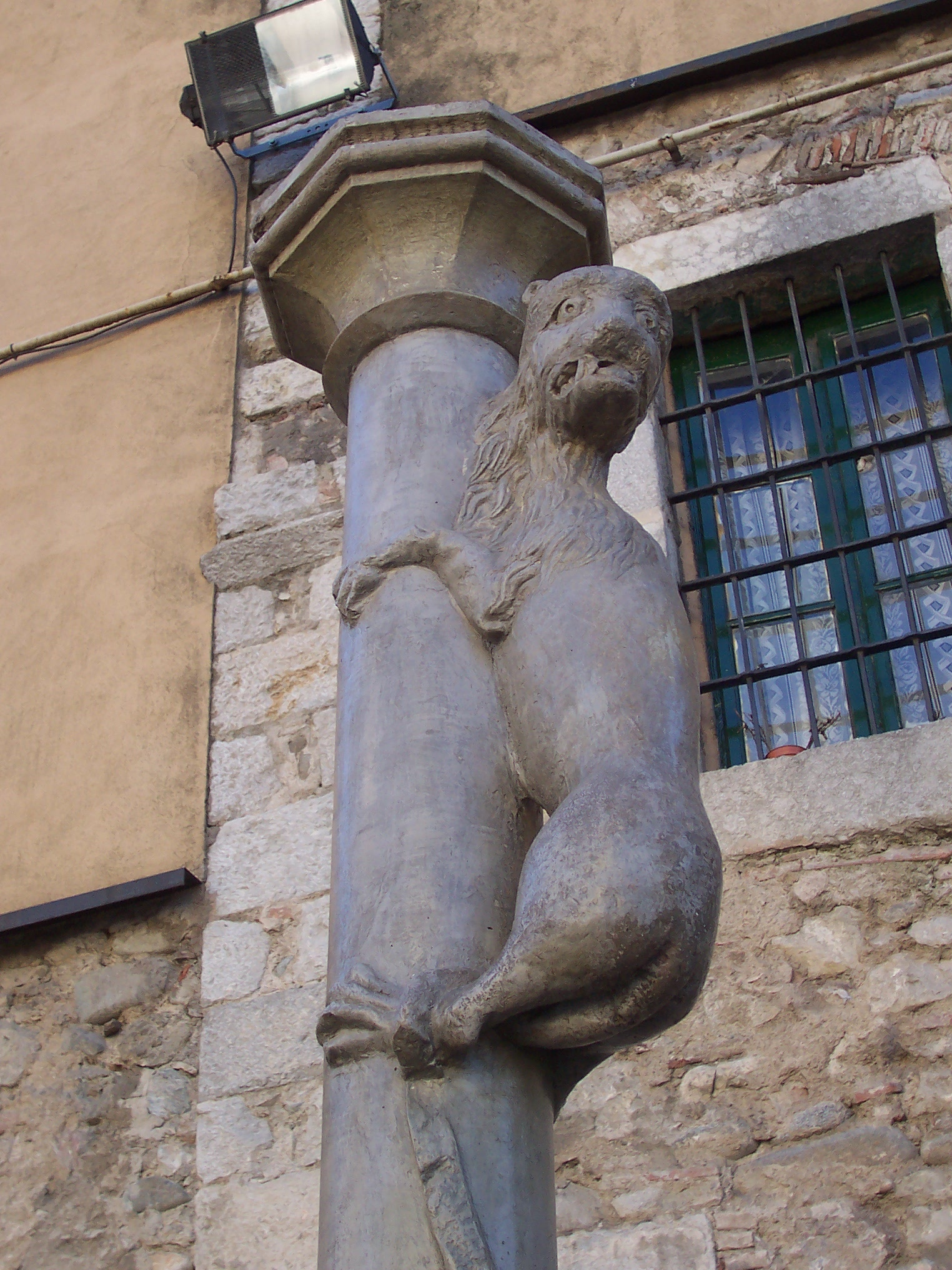
La lionne et son fameux derrière.

À côté de l'édifice se trouve la célèbre lionne, un des symboles de la ville. Il s'agit d'une statue médiévale représentant une lionne grimpée sur une colonne. La légende veut que tout bon Gironais partant en voyage, ou tout voyageur de passage rentrant chez lui, se doit de baiser son derrière pour que la chance lui sourie. La statue actuelle est en fait une copie ; l'original est conservé au musée d'art.

#### Le couvent et l'église de la Mercè
Le couvent et l'église de la Mercè sont un ensemble architectural du XVIIe siècle qui accueille aujourd'hui le centre culturel La Mercè, espace consacré aux arts et aux expositions.

#### Le monastère de saint-Pierre de Galligants, musée d'archéologie de Catalogne
L'ancienne abbaye bénédictine Saint-Pierre de Galligants est une des constructions les plus réussies ayant survécu du passé roman de Gérone. Commencée en 992, la nef actuelle date de 1130, de même que le clocher octogonal de style lombard. Elle possède également un cloître de style roman également, réalisé entre 1154 et 1190. L'ancien monastère abrite actuellement la partie géronaise du musée d'archéologie de Catalogne.

#### Le quartier juif

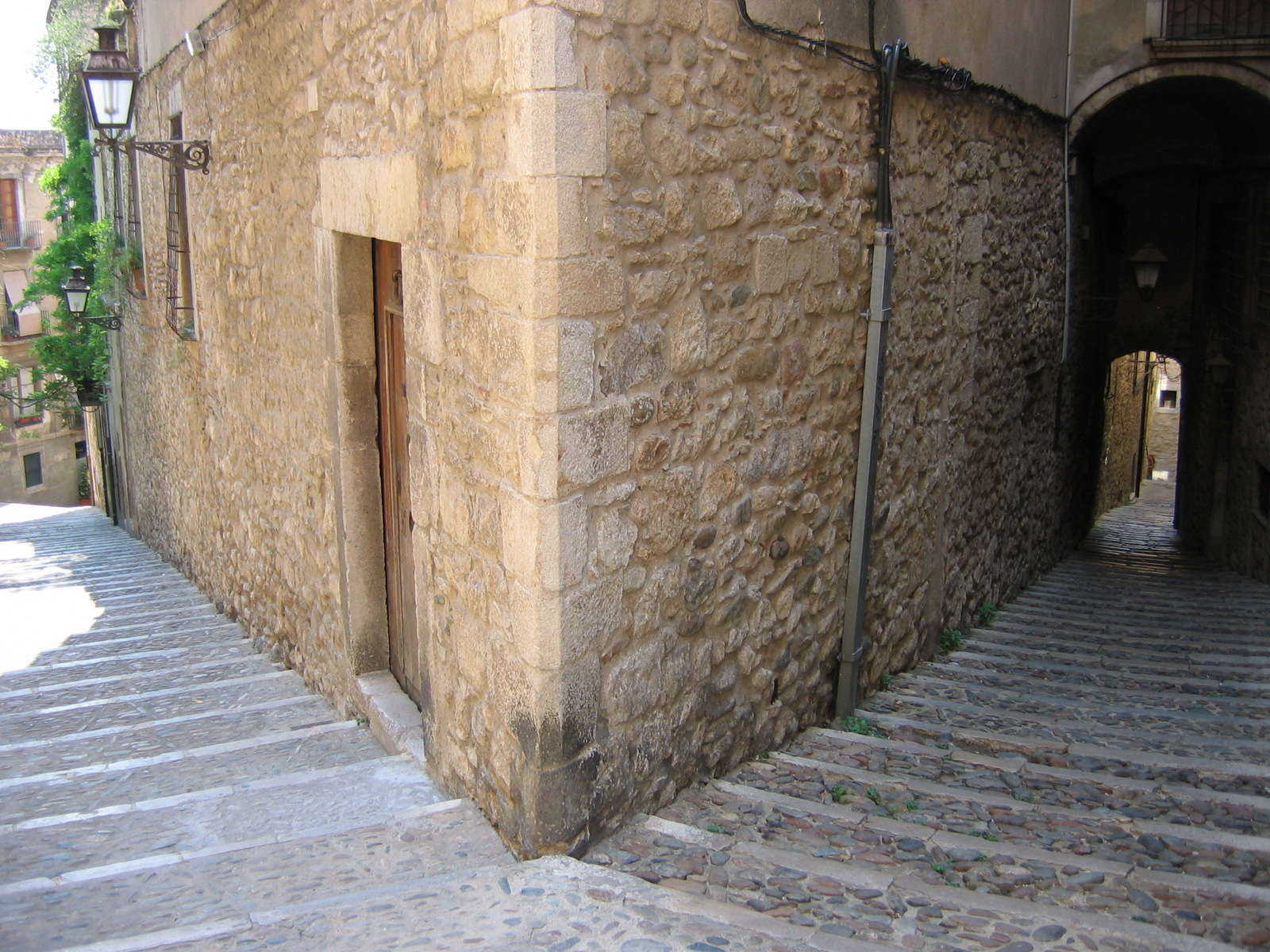
Rue du quartier juif de Gérone « El Call ».

Le Call Jueu est un enchevêtrement de rues médiévales de la vieille ville. C'est là que vivait la communauté juive de la ville avant le décret d'expulsion des Juifs d'Espagne de 1492. Il s'agit de l'un des quartiers médiévaux les mieux conservés d'Europe, et du plus grand de la péninsule Ibérique. On y trouve notamment l'ancienne synagogue, aujourd'hui transformée en dépendance de l'université de Gérone et en Musée d'Histoire des Juifs. Le Call a abrité l'école kabbalistique entre le XIIIe et XIVe siècles.
Au nord du quartier se dresse Montjuïc (le mont juif).

#### Les bains arabes

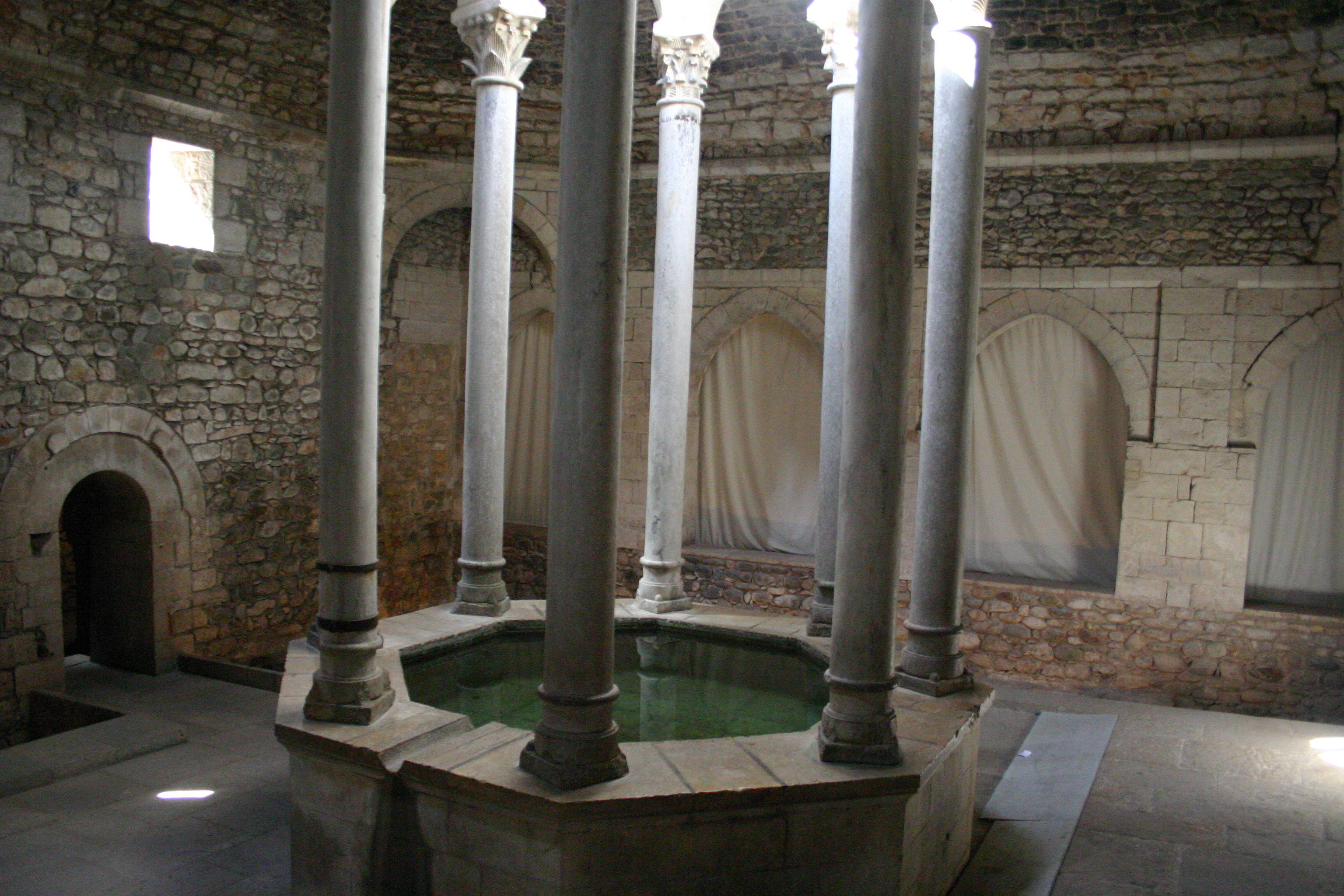
Les bains.

Les bains dits « arabes » sont une construction romane. C'est un édifice public, hors les murs, près d'une des portes principales et destiné à être accessible au plus grand nombre à une époque de développement démographique majeure de la ville : les XIe – XIIIe siècles. C'est alors « un service public de concession royale dans une construction romane ». L'usage des bains publics est récupéré lors de la croissance économique et démographique du XIe – XIIe siècle, l'édifice est mentionné pour la première fois en 1194. Les bains sont décorés d'éléments d'inspiration orientale, comme la coupole laissant passer la lumière céleste et d'autres éléments du roman tardif. L'édifice s'inspire de la topologie des bains nord-africains, héritage direct des thermes romains, mais les éléments architecturaux sont pleinement romans : arcs en ogive, voûte en berceau, chapiteaux corinthiens stylisés à la manière du XIIIe siècle, etc. Il semble qu'au Moyen Âge une partie des bains ait servi temporairement de mikvé pour la communauté juive de la ville.  Les termes sont gravement endommagés lors du siège de Philippe III le Hardi en 1285. En 1294, Jacques II le cède à Ramon de Tolrà contre des restaurations. Fermés au XVe siècle, ils sont mis à la disposition du couvent des Capucins en 1671, qui les utilisent comme local, pour la cuisine ou la lessive. Le lieu, appelé « bains arabes » à partir du XIXe siècle, rouvre au public en 1929.

#### Les remparts
Les remparts entourant le Vieux quartier ont fait l'objet d'une restauration voire d'une reconstruction partielle, rendant possible une promenade panoramique depuis ses hauteurs.

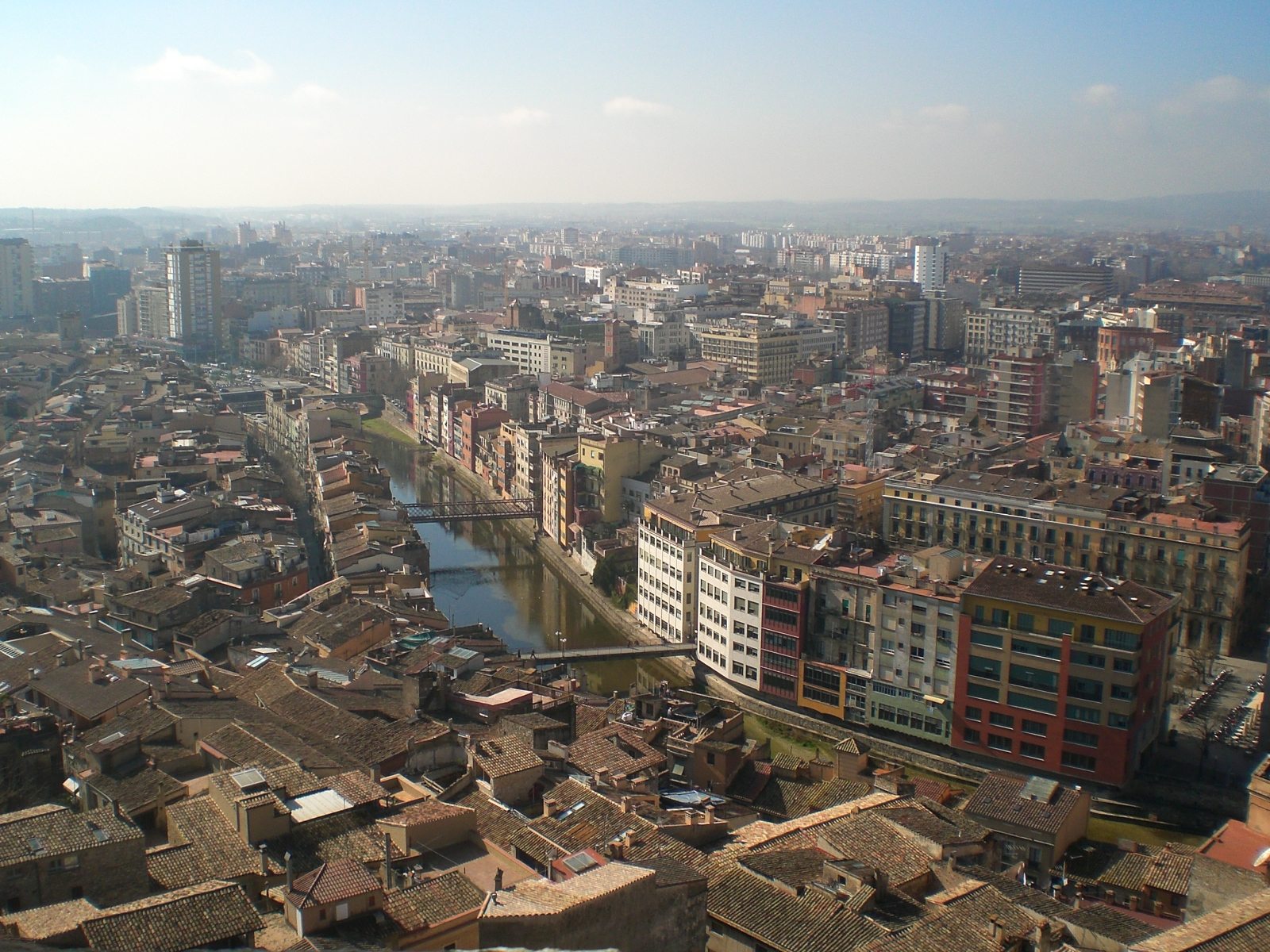
Vue panoramique de Gérone, à partir de la tour de la cathédrale.

#### Les maisons et les ponts de l'Onyar
Gérone est caractérisée par ses maisons suspendues sur la rivière Onyar. Ces maisons pittoresques construites au cours des siècles lui donnent ce splendide visage de petite ville méditerranéenne. Toutes les façades sont peintes selon la palette d'Enric Ansesa, Jaume Faixó et les architectes J. Fuses et J. Viader.
La maison la plus remarquable est la maison Masó, lieu de naissance de l'architecte Rafael Masó i Valentí. Située au numéro 29, rue Ballesteries, elle est un symbole de l'évolution du noucentisme à Gérone. Depuis 2006, c'est le siège de la Fondation Rafael Masó. La façade sur l'Onyar est identifiable par ses couleurs blanc et bleu.

#### La minoterie Teixidor et la maison de la Punxa

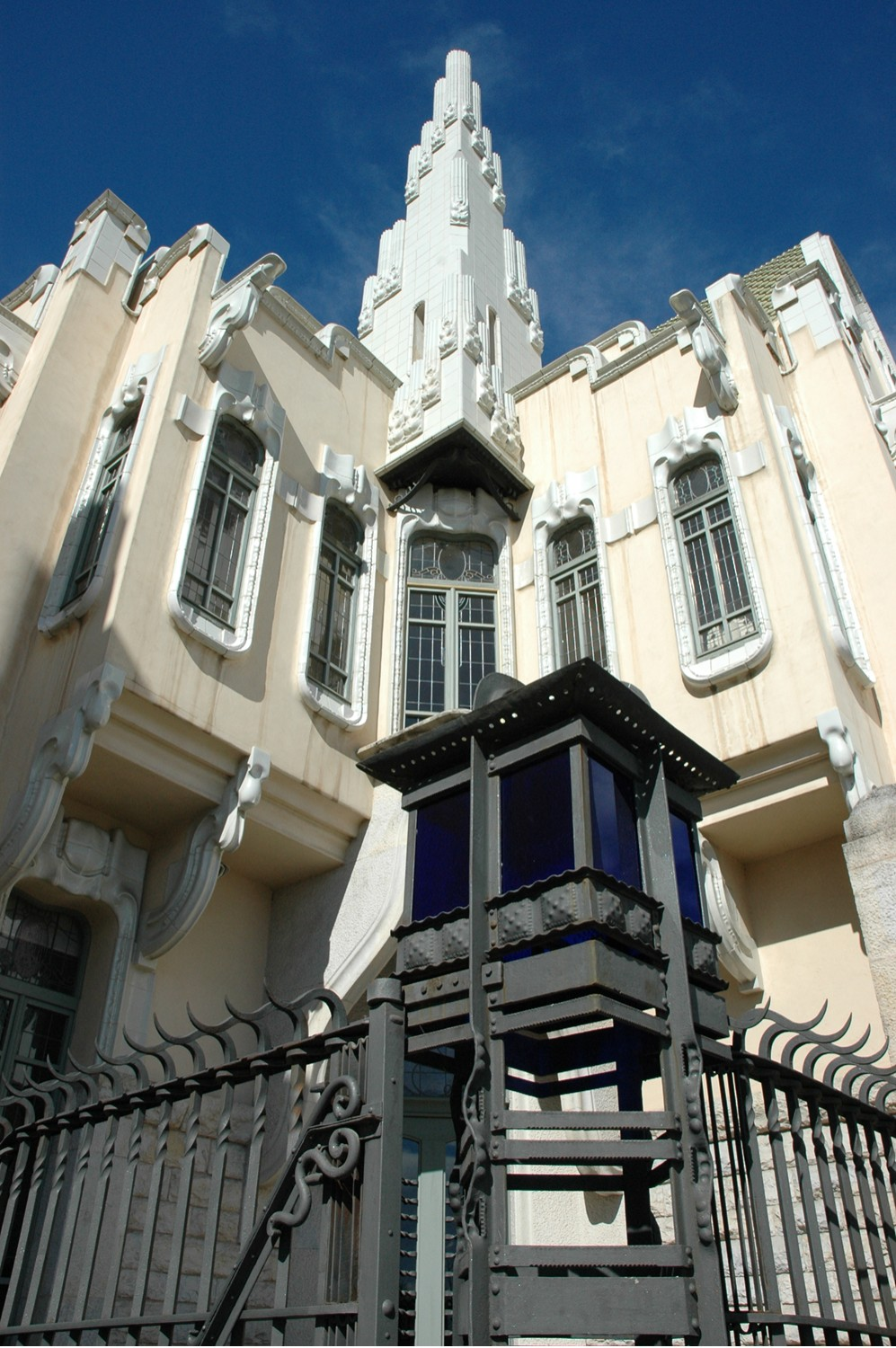
Détail de la minoterie Teixidor.

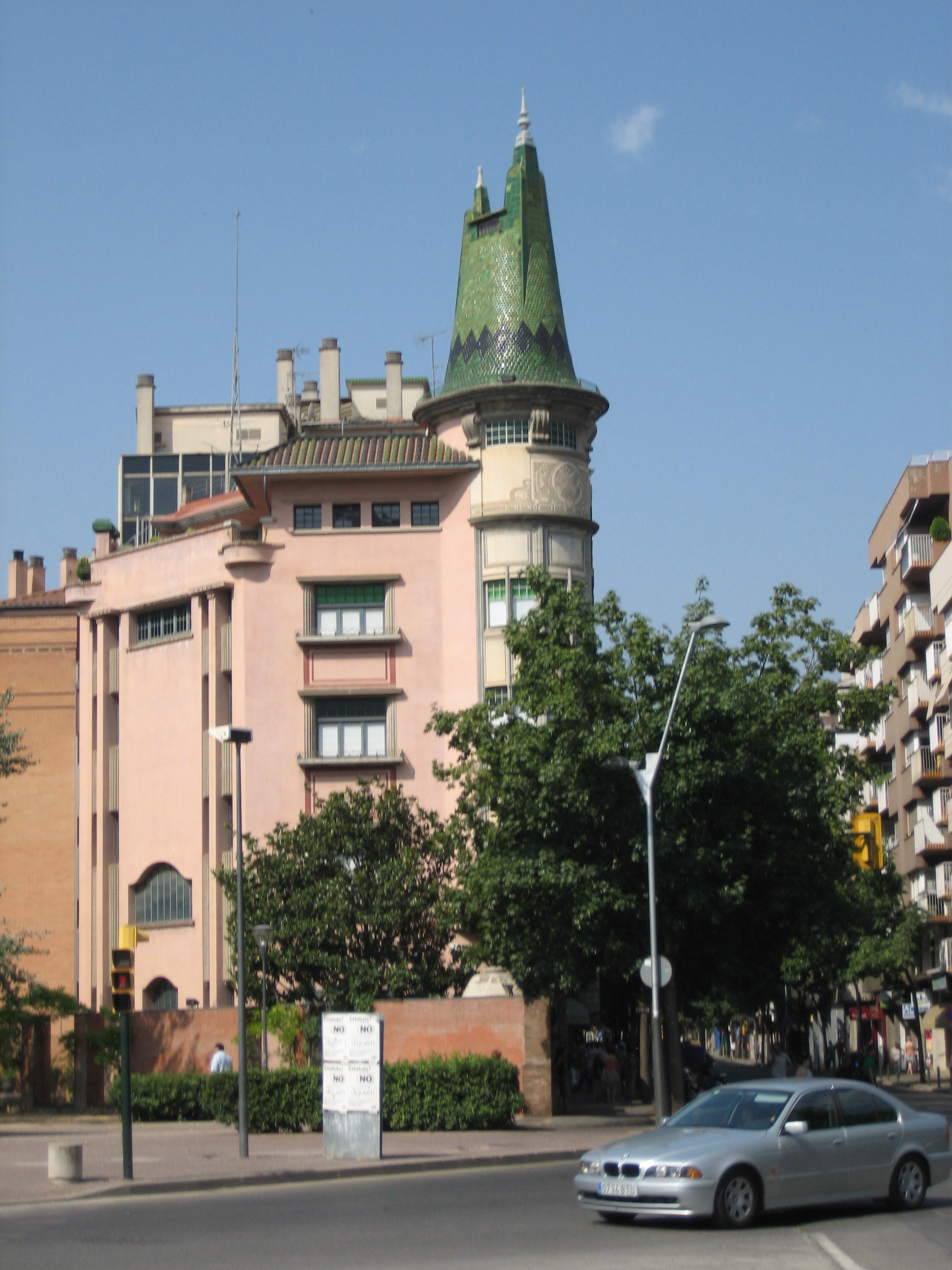
La maison de la Punxa.

La minoterie Teixidor (Farinera Teixidor) est un bâtiment moderniste dessiné par Rafael Masó.
La maison de la Punxa, également conçue par Rafael Masó, était un immeuble d'appartements qui abrite aujourd’hui la maison des architectes de Gérone.

#### Le parc de la Devesa
Le parc de la Devesa est situé au cœur de la ville. Il a une superficie de 40 ha ce qui en fait le plus grand parc urbain de Catalogne. Composé de 2605 platanes structuré en 9 allées, il est un lieu privilégié pour la pratique de loisirs. Le parc accueille aussi les Fires de Sant Narcís au mois de novembre.

#### La Rambla
Artère principale de l'ancienne Gérone médiévale, baroque et néoclassique, c'est l'espace public le mieux achalandé et le plus emblématique de Gérone. Cependant, l'existence de la Rambla dans sa configuration actuelle est plus récente, puisqu'elle remonte à 1885, lorsque l'architecte municipal Martí Sureda i Deulovol unifie la Plaza de las Coles avec la Calle del Abrevadero et les portiques des esparteros qu'il fait détruire. Tout cet espace devient alors un boulevard bordé de tilleuls, et des bancs y sont installés. Il est appelé Rambla de la Llibertat pour honorer l'arbre de la liberté planté en 1869, au cours des six années de démocratie. Bien que le lieu ait été beaucoup modifié par Sureda, il conserve quelques arcades médiévales et certains des palais de la même période. Cependant, la construction de bâtiments au XIXe siècle a transformé, en partie, son caractère médiéval. Actuellement, la Rambla est le point d'entrée du Vieux quartier pour les touristes visitant la ville et un lieu de promenade pour tous.

#### Place de l'Indépendance

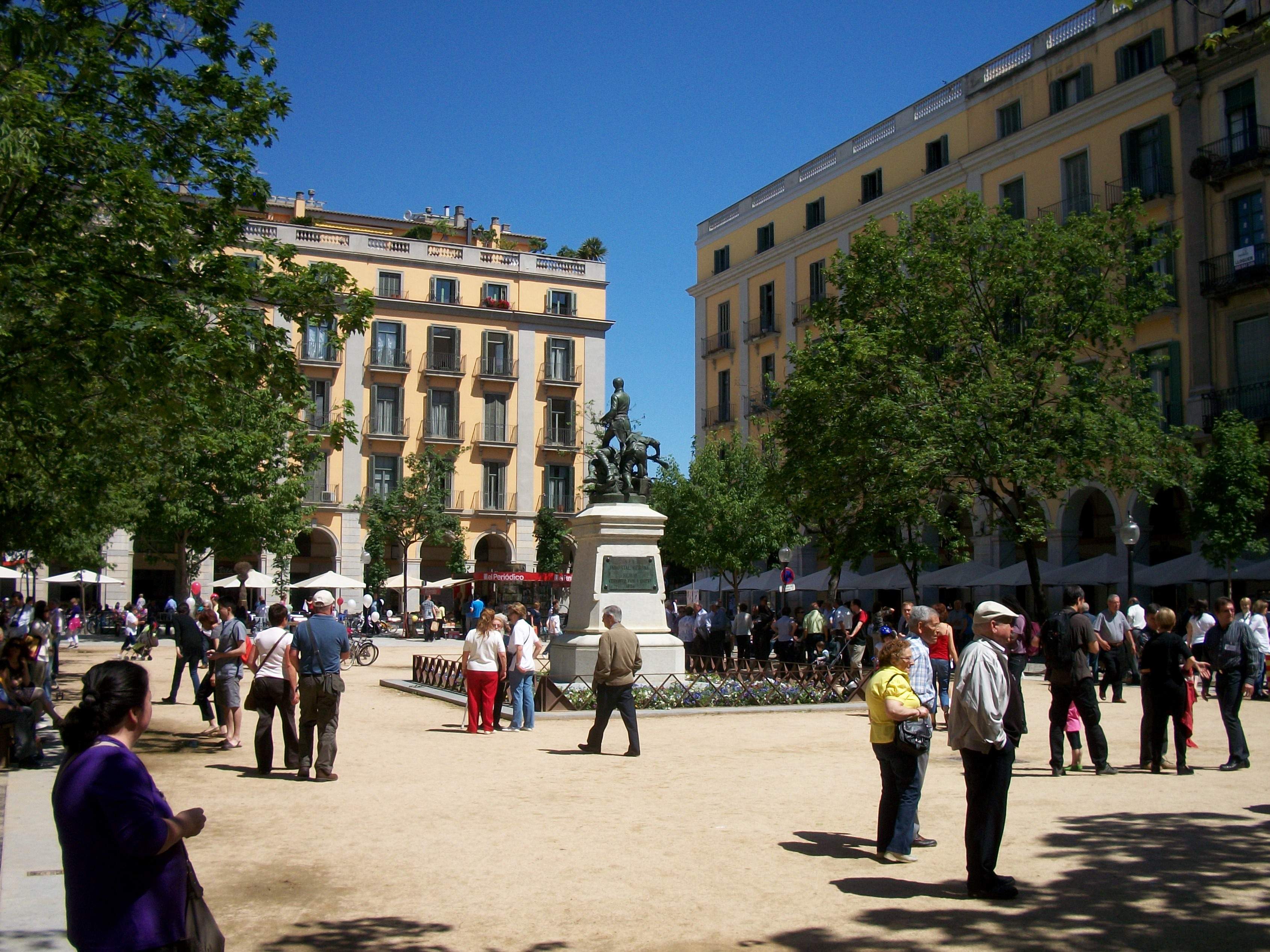
La place de l'Indépendance.

La place de l'Indépendance fait référence à la Guerre d'indépendance espagnole. C'est une des places les plus célèbres et fréquentées de la ville. Située dans le Barri del Mercadal, en centre-ville, la place occupe l'espace de l'ancien couvent Saint-Augustin, ce qui explique qu'elle soit également connue sous le nom de place Saint-Augustin. Son architecture néo-classique rappelle celle austère et identique, avec des arcades au rez-de-chaussée, dans un style similaire à celui de la place Royale de Barcelone. Au centre se trouve un groupe de sculptures du XIXe siècle dédiées aux défenseurs de la ville pendant les sièges de 1808 et 1809. Sur son pourtour se trouvent des établissements connus partout pour leur histoire et leur ancienneté, comme le café Royal, le cinéma Albéniz et Casa Marieta.

### Musées
- Le musée du Cinéma - collection Tomàs Mallol
- Le musée d'Art de Gérone

### Personnalités liées à la commune
- Gérard Mathieu d'Huart, (1677- 1730), lieutenant-général des armées d'Espagne, commandant du Lampadour et gouverneur civil et militaire de la ville
- Rafael Masó i Valentí (1880-1935) : architecte né à Gérone ;
- Aurora Bertrana (1892-1974) : écrivaine et musicienne de jazz née à Gérone ;
- Xavier Cugat (1900-1990) : musicien né à Gérone ;
- Maria Pilar Bruguera Sábat (1906-1994) : médecin née à Gérone ;
- Josep Maria Corredor i Pomés (1912-1981) : écrivain et traducteur né à Gérone ;
- Narcís Comadira (°1942) : poète et universitaire né à Gérone ;
- José Pablo García Castany (1948-2022) : joueur de football espagnol ;
- Lluís Llach (°1948) : chanteur et compositeur né à Gérone ;
- Joaquim Nadal (°1948) : homme politique, né à Gérone, maire de la ville ;
- Carles Puigdemont (°1962) : homme politique, maire de Gérone, président de la généralité de Catalogne.